# 高圧電流
高圧電流（こうあつでんりゅう）とは、電圧が高い状態を意味する「高圧」と、「電流」を組み合わせたことで「高電圧電流」か「高圧大電流」のどちらか不明である俗語的表現である。高電圧電流には、高電圧小電流、高電圧大電流がある。高圧大電流だけでなく、高圧小電流、低電圧大電流、低電圧小電流も存在する。
インターネットメディアだけでなく、大手マスメディア報道や公的機関においてさえも、瞬間的な大電力の意味で「高圧な電流」との表現と共に誤用されているが、こちらの意味では高電圧大電流（パルスパワー）である。

## 概要
「高い電圧がかかり大きな電流が流れる電気回路が構成されている状態」を指して誤って用いられている言葉である。「電圧」と「電流」という異なる物理量を混同した誤った表現であり、物理学、電気設備技術基準などの法令や電気工学において、正しい用語ではない。
「不用意に触ったり近づいたりすると感電し死亡する、もしくは重傷を負う危険がある」という意味を含んでいる場合が多く、電力会社において、電力関連施設への一般人向けに立ち入り禁止を警告する看板に使用する場合もある。
電圧が高い状態と電流が大きい状態は全く別の概念であり、物理学・電気工学においては高電圧（高圧）・大電流として区別して使用される。
2022年にジャパンシーフーズが熊本大学などと連携し、刺し身に100メガワットの電力を高電圧大電流（パルスパワー）で瞬間的に流すことで、刺し身内のアニサキスを殺虫する「アニサキス殺虫装置」を開発している。一度に3キログラム分のアジの切り身を6分で処理できる機能を持っている。